# Liste des seigneurs et comtes de Castres

Le blason de Castres

La ville de Castres-en-Albigeois était au Moyen Âge une dépendance de la vicomté d'Albi. Les puissants Trencavel, vicomtes d'Albi accordèrent à la ville une charte instituant une Commune et la ville fut dirigée par des consuls. Pendant la croisade des Albigeois, la ville se rendit rapidement à Simon de Montfort, qui la donna en fief à son frère Guy de Montfort.

## Seigneurs de Castres

### Maison de Montfort-l'Amaury
- 1211-1228 : Guy de Montfort († 1228), seigneur de la Ferté-Allais et de Bréthecourt, fils de Simon III, seigneur de Montfort, et d'Amicie de Beaumont, comtesse de Leceister

marié en premières noces en 1204 à Helvis d'Ibelin († avant 1216)
marié en secondes noces avant 1224 à Briende de Beynes
- 1228-1240 : Philippe Ier de Montfort († 1270), seigneur de Castres, puis de Tyr et de Toron, fils du précédent et d'Helvis d'Ibelin

mariée en premières noces à Éléonore de Courtenay († avant 1230), fille de Pierre II de Courtenay et de Yolande de Hainaut
marié en secondes noces en 1240 à Marie d'Antioche, dame de Toron, fille de Raymond-Roupen d'Antioche et d'Helvis de Lusignan
- 1240-1270 : Philippe II de Montfort († 1270), seigneur de Castres, fils du précédent et d'Éléonore de Courtenay

marié à Jeanne de Lévis-Mirepoix († 1284), fille de Guy Ier de Lévis, seigneur de Mirepoix, et de Guibourge de Montfort
- 1270-1300 : Jean de Montfort († 1300), seigneur de Castres, comte de Squillace, fils du précédent

mariée en premières noces à Isabella Maletta
mariée en secondes noces à Giovanna di Fasanella
mariée en troisièmes noces en 1273 à Marguerite de Beaumont († 1307)
Sans postérité.
- 1300-1338 : Éléonore de Montfort († après 1338), dame de Castres, sœur du précédent

mariée à Jean V († 1315), comte de Vendôme

### Maison de Vendôme-Montoire
- 1300-1315 : Jean V de Vendôme († 1315), comte de Vendôme, seigneur de Castres, époux de la précédente

marié à Éléonore de Montfort, dame de Castres
- 1338-1354 : Bouchard VI de Vendôme († 1354), comte de Vendôme et seigneur de Castres, fils du précédent

marié à Alix de Bretagne († 1377), fille d'Arthur II, duc de Bretagne et de Yolande de Dreux
- 1354-1356 : Jean VI de Vendôme († 1364), comte de Vendôme et seigneur de Castres, fils du précédent

marié à Jeanne de Ponthieu († 1376), fille de Jean de Ponthieu, comte d'Aumale, et de Catherine d'Artois
En 1356, le roi Jean II le Bon érige Castres en comté.

## Comtes de Castres

### Maison de Vendôme-Montoire
- 1356-1364 : Jean VI de Vendôme († 1364), comte de Vendôme et de Castres

marié à Jeanne de Ponthieu († 1376), fille de Jean de Ponthieu, comte d'Aumale, et de Catherine d'Artois
- 1364-1371 : Bouchard VII de Vendôme († 1371), comte de Vendôme et de Castres, fils du précédent

marié en 1368 à Isabelle de Bourbon, fille de Jacques Ier, comte de La Marche et de Jeanne de Châtillon
- 1371-1372 : Jeanne de Vendôme († 1372), comtesse de Vendôme et de Castres, fille du précédent

- 1372-1403 : Catherine de Vendôme († 1411), comtesse de Vendôme et de Castres, tante de la précédente, fille de Jean VI

mariée en 1364 à Jean de Bourbon († 1393), comte de la Marche.

### Maison de Bourbon-La Marche
- 1362-1393 : Jean Ier de Bourbon, comte de la Marche, de Vendôme et de Castres, époux de la précédente

marié à Catherine de Vendôme († 1411), comtesse de Vendôme et de Castres
- 1393-1438 : Jacques II de Bourbon (1370 † 1438), roi consort de Naples, comte de la Marche et de Castres, fils du précédent

marié en premières noces en 1406 à Béatrice d'Evreux (1392 † 1414)
marié en secondes noces en 1415 à Jeanne II (1375 † 1435), reine de Naples.
- 1438-1464 : Éléonore de Bourbon (1412 † ap.1464), comtesse de la Marche, de Castres et duchesse de Nemours, fille du précédent

mariée en 1429 à Bernard d'Armagnac († 1462), comte de Pardiac

### Maison d'Armagnac
- 1438-1462 : Bernard d'Armagnac († 1462), comte de Pardiac, de la Marche, de Castres et duc de Nemours

marié en 1429 à Éléonore de Bourbon, fille de Jacques II et de Béatrice d'Évreux.
- 1462-1476 : Jacques d'Armagnac (1433 † 1477), comte de Pardiac et de La Marche, duc de Nemours

marié en 1462 à Louise d'Anjou (1445 † 1477)
En 1476, Jacques d'Armagnac est jugé pour trahison, et ses biens sont confisqués par Louis XI. Il confie le comté de Castres à un de ses officiers, Boffille de Juge.

### Maison de Juge
- 1476-1494 : Boffille de Juge († 1502)

marié en 1480 à Marie d'Albret, fille de Jean Ier, sire d'Albret, et de Catherine de Rohan
En 1494, en procès avec les héritiers de Jacques d'Armagnac, il cède Castres à son beau-frère Alain d'Albret.
- Louise de Juge  († 1521)

Fille du précédent, privée par son père de la succession du comté de Castres pour s'être mariée sans son accord avec Jean II de Montferrand, fils cadet de Bertrand IV de Montferrand.

### Maison d'Albret
- 1494-1519 : Alain, sire d'Albret (1440 † 1522), fils de Jean Ier, sire d'Albret, et de Catherine de Rohan, marié à Françoise de Châtillon, comtesse de Périgord et vicomtesse de Limoges

De 1502 à 1519, la possession de Castres est contestée par la fille de Boffille de Juge. Finalement, en 1519, irrité de la dispute, François Ier réunit le comté de Castres au domaine royal.